# Condado de Schuyler (Misuri)
El condado de Schuyler (en inglés: Schuyler County), fundado en 1841, es uno de 114 condados del estado estadounidense de Misuri. En el año 2008, el condado tenía una población de 4,170 habitantes y una densidad poblacional de 5 personas por km². La sede del condado es Lancaster. El condado recibe su nombre en honor a Philip Schuyler.

## Geografía
Según la Oficina del Censo, el condado tiene un área total de 798 km² (308,1 mi²), de la cual 797 km² (307,7 mi²) es tierra y 1 km² (0,4 mi²) (0.09%) es agua.

### Condados adyacentes
- Condado de Appanoose (Iowa) (noroeste)
- Condado de Davis (Iowa) (noreste)
- Condado de Scotland (este)
- Condado de Adair (sur)
- Condado de Putnam (oeste)

## Demografía
Según la Oficina del Censo en 2000, los ingresos medios por hogar en el condado eran de $27,385, y los ingresos medios por familia eran $34,564. Los hombres tenían unos ingresos medios de $25,625 frente a los $18,728 para las mujeres. La renta per cápita para el condado era de $15,850. Alrededor del 17.00% de la población estaban por debajo del umbral de pobreza.

## Transporte

### Carreteras principales
- U.S. Route 63
- U.S. Route 136
- Ruta 202

## Localidades
| - Coatsville - Downing - Glenwood | - Greentop - Lancaster - Queen City |